# Václav Jabůrek
Václav Jabůrek (* 26. července 1993) je český novinář a reportér, v letech 2019 až 2025 zahraniční zpravodaj Českého rozhlasu v Německu.

## Život
V letech 2008 až 2012 absolvoval Gymnázium Kladno a následně v letech 2012 až 2019 vystudoval na Fakultě sociálních věd Univerzity Karlovy v Praze (získal titul Mgr.), nejprve marketingovou komunikaci a PR (2012 až 2015) a potom mediální studia (2015 až 2019).
Už během studia získával pracovní zkušenosti jako redaktor serveru bigfilm.cz (2011 až 2012), redaktor rubriky Biografie na serveru hudebnidatabaze.com (2012), redaktor rubriky Hudba v rámci B IN Magazine (2012) či stážista v periodiku Krajské listy (2013) a redaktor v periodiku Kladenský maják (2013).
Působil také v oblasti public relations. Byl asistentem vedoucího obchodního týmu v České spořitelně (2013 až 2014), ředitelem marketingového oddělení a marketingovým konzultantem organizace UK media (2014 až 2015) a tzv. assistant account executive ve společnosti FleishmanHillard (2015 až 2017). Několik let žil rovněž ve Švýcarsku.
Do Českého rozhlasu nastoupil v roce 2015. Nejprve byl zvukovým technikem, od roku 2017 členem zahraniční redakce. V srpnu 2019 se pak stal zahraničním zpravodajem Českého rozhlasu v Německu, kde nahradil Pavla Poláka. V listopadu 2021 získal společně s kolegou Ladislavem Novákem v kategorii audio Česko-německou novinářskou cenu vyhlašovanou Česko-německým fondem budoucnosti, a to za reportáž Zaostřeno na uzavřené česko-saské hranice Českého rozhlasu Plus.
V Německu působil do konce července 2025, kdy jej od srpna na postu zahraničního zpravodaje Českého rozhlasu v Německu vystřídal Tomáš Havlín.